# Agnieszka Stanuch
Agnieszka Stanuch (* 21. November 1979 in Lubań) ist eine polnische Kanuslalomfahrerin. Sie trainiert beim Verein AZS-AWF Kraków.

## Karriere
Agnieszka Stanuch war Teilnehmerin der Olympischen Spiele in Athen 2004 (13. Platz) und Peking 2008 (8. Platz).
Derzeit wird sie von Janusz Żebracki (Klub) und Zbigniew Miązek (Nationalkader) trainiert. Frühere Trainer waren Zbigniew Bobrowski, Bogdan Okręglak, Zbigniew Leśniak und Antoni Kurcz.
Bei den Juniorenweltmeisterschaften 1997 in Zabrzeż wurde sie Erste im K-1. Bei den Weltmeisterschaften 2003 in Augsburg wurde sie 27., im Mannschaftswettbewerb mit Elżbieta Kin und Małgorzata Milczarek 10. Bei den Weltmeisterschaften 2005 in Penrith wurde sie 19., bei den Weltmeisterschaften 2006 in Prag wurde sie 28., im Mannschaftswettbewerb mit Natalia Pacierpnik und Małgorzata Milczarek wiederum 10. Bei den Weltmeisterschaften 2007 in Foz do Iguassu, Brasilien, wurde sie 15.

## Privates
Agnieszka Stanuch hat eine Ausbildung als Physiotherapeutin an der Sportakademie Krakau abgeschlossen und arbeitet in diesem Beruf. Sie ist die Tochter von Jerzy Stanuch, der ebenfalls Kanuslalom fuhr und später Trainer wurde. Sie fährt gern Ski, liest gern Krimis und hört gern Musik von Agnieszka Chylińska.